# Dynasty Warriors (jogo eletrônico de 2004)
Dynasty Warriors (真・三國無双,, Shin Sangoku Musō) é um jogo para Playstation Portable da série de jogos Dynasty Warriors, criado pela Koei. Este jogo foi lançado em 16 de dezembro de 2004 no Japão, 16 março de 2005 na América do Norte, e 01 de setembro de 2005 na Europa.

## Jogabilidade
No campo de batalha, o jogador percorrer pequenas áreas onde se deve lutar até que um lado perder toda a sua moral. Um novo sistema de Level Up foi implementado, onde o jogador ganha armas adaptadas para cada nível. Diferentemente dos outros jogos da série Dynasty Warriors, agora o jogador pode ter até quatro guarda costas a seu serviço, fazendo-os ganhar habilidade ao evolui-los.

## Modos de Jogo
- Musou Mode: O modo principal de jogo, uma especie de Story Mode. Neste modo o jogador escolhe um dos reinos, e a partir do reino selecionado será definido os personagens e batalhas que deve-se jogar. Ao fechar este modo com alguns personagens pode-se destravar outros.
- Free Mode: Um modo mais flexível em que pode-se controlar qualquer oficial em qualquer batalha, independente da época em que ela acontece. Quando é completa uma batalha no Musou Mode a destrava para o Free Mode. Os personagens para este modo também aumentam conforme se joga no Musou Mode.

## Personagens
O jogo conta com 42 personagens de diferentes dinastias, cada um com suas próprias histórias e estilos de combate. A lista de personagens do jogo é a seguinte:

### Shu
- Guan Yu
- Ma Chao
- Huang Zhong
- Jiang Wei
- Liu Bei
- Pang Tong
- Wei Yan
- Yue Ying
- Zhang Fei
- Zhao Yun
- Zhuge Liang

### Wei
- Cao Cao
- Cao Ren
- Dian Wei
- Sima Yi
- Xiahou Dun
- Xiahou Yuan
- Xu Huang
- Xu Zhu
- Zhang He
- Zhang Liao
- Zhen Ji

### Wu
- Da Qiao
- Gan Ning
- Huang Gai
- Lu Meng
- Lu Xun
- Sun Ce
- Sun Jian
- Sun Quan
- Taishi Ci
- Xiao Qiao
- Zhou Tai
- Zhou Yu

### Outros
- Diao Chan
- Dong Zhuo
- Lu Bu
- Meng Huo
- Yuan Shao
- Zhang Jiao
- Zhu Rong

## Estágios
Muitos dos estágios são recriações de batalhas presentes historicamente ou do Romance dos Três Reinos. Aqui está a lista de estágios do Dynasty Warriors PSP:
- The Yellow Turban Rebellion
- Battle of Hu Lao Gate
- Battle of Chang Ban
- Battle of Yi Ling
- Battle of Wu Zhang Plains
- Battle of Chi Bi
- Battle of Hei Fei
- Battle of Guan Du
- Battle for Nan Zhong
- Battle of Xu Chang